# Миклашевский, Константин Михайлович
Константи́н Миха́йлович Миклаше́вский (1885—1943) — русский театральный артист и режиссёр, историк театра. Один из основателей «Старинного театра» и кафе «Бродячая собака».

## Биография
Из старинного дворянского рода. Сын члена Государственного совета Михаила Ильича Миклашевского и Ольги Николаевны Тройницкой (1852—1919). Братья: Вадим, чиновник канцелярии министерства Императорского двора, и Илья, офицер Кавалергардского полка.
По окончании Александровского лицея в 1904 году, состоял причисленным к Государственной канцелярии.
В 1907 году вступил в труппу новообразованного «Старинного театра». В 1911 году окончил Императорскую драматическую школу, после чего посетил Испанию, Италию, Францию и ряд других европейских стран. Публиковал статьи об истории театра, за сочинение «La commedia dell’arte, или Театр итальянских комедиантов XVI, XVII и XVIII столетий» (Санкт-Петербург, 1914) получил почетный отзыв Академии наук. Был среди организаторов литературно-артистических кабаре «Бродячая собака» и «Привал комедиантов».
Участвовал в Первой мировой войне. Вернувшись в Петроград в 1916 году, поступил в труппу театра Музыкальной драмы, где поставил ряд спектаклей. Во время Гражданской войны руководил Камерным театром в Одессе, читал лекции по истории театра (1919).
В 1920 году участвовал в создании творческого объединения «Фабрика эксцентризма» в Петрограде. Преподавал курсы кинорежиссуры в ателье «Кино-Север» и в Институте экранных искусств. В 1920—1925 годах был профессором Российского института истории искусств по отделению истории театра. В 1925 году эмигрировал во Францию.
Играл в пьесе Косоротова «Мечта любви» в Русском театре в Париже. Был членом правления Русского кружка в Бордо. Участвовал в техническом обслуживании киносъемок в Германии и Франции, сотрудничал с режиссёром А. А. Волковым и был его помощником на фильме «Белый дьявол». Публиковался в эмигрантской прессе (псевдонимы — К. М. Миклаев, Петрушка, Mie). Владел антикварным магазином на улице Сент-Оноре в Париже. Участвовал в работе Русского общедоступного театра в Югославии.
В 1943 году играл в пьесе Н. Н. Евреинова «Самое главное», которая ставилась в Театре русской драмы в Париже. Трагически погиб, отравившись угарным газом во сне.
Жена — Людмила Павловна Эйзенгардт (1899—1976), вторым браком замужем за историком Исааком Моисеевичем Троцким.

## Адреса в Петербурге
- Большая Конюшенная, 5 (с 1906 г.)

- Сергиевская, 17 (с 1912 г.)

- Сергиевская, 8 (1914—1917 гг.)

- Моховая, 7 (с 1922 г.)